# Lancia Lambda
 (novembre 2024).
La Lancia Lambda est une automobile du constructeur italien Lancia produite de 1922 à 1931. Première automobile à caisse autoportante, dotée de suspensions avant indépendantes, sa conception est à bien des égards révolutionnaire.

## La Lancia Lambda: comment et pourquoi
La Lancia Lambda est officiellement née à l'automne 1922, quand elle fut exposée aux Salons de Paris et de Londres, mais sa fabrication ne débuta réellement qu'au début de l'année 1923 et les premières livraisons n'eurent lieu qu'en milieu d'année 1923.
L’acte de naissance de la Lambda remonte au 7 décembre 1918, date à laquelle Vincenzo Lancia déposa un brevet, enregistré le 28 mars 1919, sous le numéro 171922, pour un nouveau modèle d'automobile, avec les plans et schémas techniques du futur modèle. Quelques caractéristiques révolutionnaires pour l'époque : un radiateur circulaire, les suspensions de l'essieu avant semi-indépendantes avec une lame transversale, sans châssis traditionnel à longerons, son remplacement par une membrane en acier embouti conçue pour travailler comme une poutre unique.
Le bas de la carrosserie est sensiblement plus bas qu'à l'habitude, car l'arbre de transmission n'est plus sous le plancher, il est maintenant logé dans un tunnel à l’intérieur de l’habitacle, comme dans les voitures à propulsion actuelles (BMW ou Mercedes).
Si l'on en croit une déclaration du carrossier Pininfarina, l’idée de la coque autoporteuse aurait germé dans la tête de Vincenzo Lancia en observant la structure des bateaux, tandis que la volonté de suspensions indépendantes à l'avant serait la conséquence d'un accident – la rupture d'une lame de suspension avant – sur une de ses voitures une Kappa et imputable aux tressaillements des roues avant sur les routes non goudronnées de campagne comme cela était fréquent à l'époque.
Selon Battista Falchetto – qui le révéla de nombreuses années plus tard – la première réunion au cours de laquelle « le Patron » dévoila son intention de réaliser une nouvelle voiture sans châssis à longerons, qui supporterait tous les organes mécaniques, remonte au mois de mars 1921. À cette occasion, monsieur Vincenzo Lancia expliqua sa conception des roues avant indépendantes, même si dans l'absolu ce n'était en soi pas une vraie invention vu qu'en 1898, une voiturette française Decauville montait un semblant de suspension indépendante sur cet engin qui ne fut quasiment pas diffusé. L'idée de Lancia était beaucoup plus sophistiquée et devait s'appliquer à une vraie voiture à fabriquer en grande série et capable de rouler vite avec quatre passagers. Ce sera l'Ing. Falchetto qui créera cette nouvelle suspension qui sera brevetée par Lancia.
La Lambda prenait forme sous l'œil vigilant du patron Lancia. Les ingénieurs Rocco et Cantarini réalisèrent un nouveau V4 étroit qui tournait à 3 250 tr/min et l'Ing. Scacchi, responsable des expériences en laboratoire, en assura la mise au point.
Le 1er septembre 1921, le premier prototype Lambda était prêt et Vincenzo Lancia, lui-même avec Luigi Gismondi, effectua le premier essai allant de Turin au col du Mont-Cenis (encore italien jusqu'à la modification de la frontière en 1947 par le traite de Paris).
Vincenzo Lancia décida d'un certain nombre de modifications avant de lancer la version définitive comme l'ajout de freins sur les roues avant, même si curieusement c'était lui qui n'en avait pas voulu sur le premier prototype car il n'était pas convaincu de leur utilité.
La mise au point des suspensions indépendantes des roues avant fut laborieuse mais donna d'excellents résultats tant au niveau de la tenue de route que du confort. La grande rigidité de la caisse y a certainement contribué.

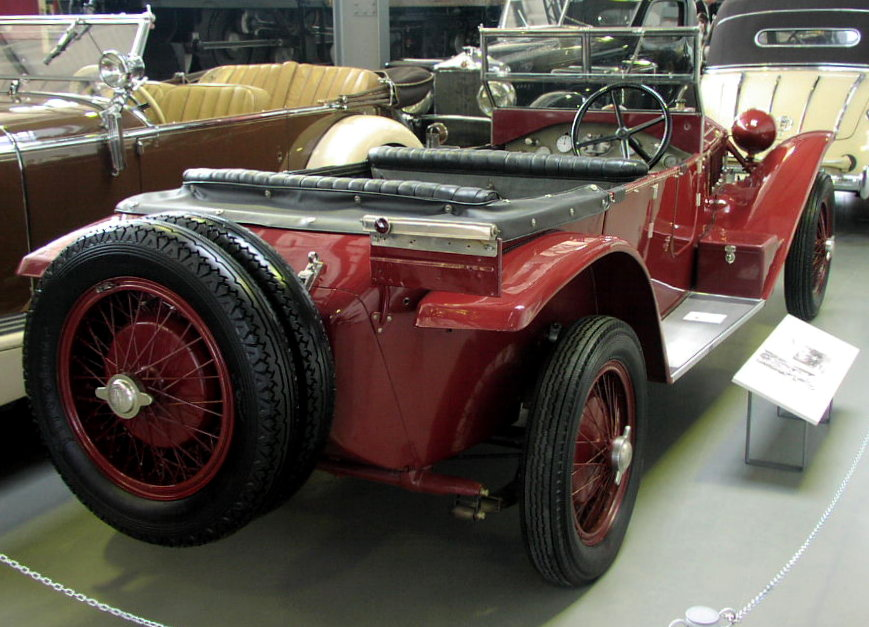
Vue arrière d'une Lancia Lambda.

De nombreuses Lambda furent préparées pour les courses et, à partir du milieu des années 1920, elles se distinguèrent dans la classe « 3 litres » des groupes Tourisme et Sport.
La Lancia Lambda connaîtra une longue carrière en Italie de plus de huit ans, depuis le milieu de 1923 jusqu'à l'automne 1931 quand, à l'occasion du Salon de Paris, le constructeur présentera une nouvelle voiture plus conventionnelle et économique, la Artena. En Italie, ce modèle demeure dans la mémoire de tous les historiens parce que ce fut à bord d'une Lambda qu'en juin 1924 fut enlevé à Rome, puis assassiné, le député socialiste Giacomo Matteotti, un « homicide excellent » qui marqua un tournant de la dictature fasciste.
Le nombre total d'exemplaires construits au cours des neuf séries qui se sont succédé s'élève à 13 000 (les diverses sources varient entre 12 999 et 13 003 exemplaires. Vendue à un prix élevé mais pas prohibitif de 43 000 lires (soit 32 000 €, valeur 2010). Ce modèle connu un gros succès également à l'étranger où elle sera recherchée ; les exportations ont représenté 40 % de la production totale.
Pendant ces huit années, la voiture connaîtra de constantes améliorations mais, les plus importantes seront celles apportées sur la 5e série avec l'adoption d'une boîte de vitesses à quatre rapports au lieu des trois avant. La 6e série verra l'arrivée d'une version à empattement long, la 7e série verra la cylindrée augmentée de 2 121 à 2 375 cm3 et la puissance passer de 49 HP à 59,4 HP. Enfin, la 8e série verra le moteur porté à 2 569 cm3 et 69 HP.

## Les neuf séries

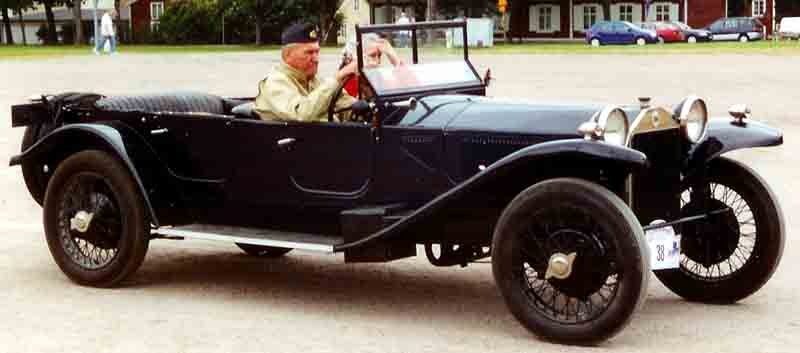
Lancia Lambda 1925.

### 1resérie
- Dates de production : juin 1923 à novembre 1923
- Voiture : Lancia type 214, torpédo (empattement 3 100 mm)
- Moteur : Lancia type 67
- Numérotation voitures : de 1 à 400
- Numérotation châssis : de 10001 à 10400
- Exemplaires construits : 400
- Identité et évolution de la série : les 50 premières Lambda avaient les bougies vissées sur la culasse : à partir du no 51 il sera adopté une culasse plate avec la chambre d'explosion et les bougies sur la partie haute du cylindre,
- Caractéristiques principales :
- Moteur : placé longitudinalement à l'avant - V4 à 13°06', alésage 75 mm et course 120 mm, cylindrée 2 120,57 cm3, taux de compression 5,00:1, puissance maxi 49 HP à 3 250 tr/min, soupapes en tête, 1 arbre à cames en tête central ; pistons en aluminium, circuit lubrification forcée 5,0 L, un carburateur horizontal Zenith 36 HK, allumage haute tension
- Installation électrique : 12 V
- Transmission : propulsion, embrayage multidisque à sec, boîte de vitesses à 3 rapports + RM (2,79/1,75/1:1/RM 3,72), rapport final de réduction couple conique hélicoïdal
- Suspensions : avant à roues indépendantes (brevet Lancia) avec amortisseurs hydrauliques télescopiques ; arrière : essieu rigide à lames longitudinales semi-elliptiques et amortisseurs mécaniques
- Coque : caisse autoporteurse indéformable en acier
- Freins : mécanique sur les 4 roues (tambours, diamètre 300 mm) et frein à main sur les tambours arrière
- Pneumatiques : 765 x 105
- Direction : à vis ; conduite à droite
- Dimensions et poids : empattement 3 100 mm, voie avant 1 330 mm, voie arrière 1 400 mm, poids du châssis 900 kg, poids de la voiture (torpédo) 1 220 kg
- Prestations : vitesse maxi plus de 110 km/h ; pente maxi en 1re 17-18 % ; consommation moyenne 12-13 l/100
- Prix : en Italie, en 1923, 43 000 lires (torpédo).

### 2esérie
- Dates de production : novembre 1923 à mai 1924
- Voiture : Lancia type 214, torpédo (empattement 3 100 mm)
- Moteur : Lancia type 67
- Numérotation voitures : de 401 à 1500
- Numérotation châssis : de 10401 à 11500
- Exemplaires construits : 1 100

### 3esérie
- Dates de production : mai 1924 à novembre 1924
- Voiture : Lancia type 214, torpédo (empattement 3 100 mm)
- Moteur : Lancia type 67
- Numérotation voitures : de 1501 à 2300
- Numérotation châssis : de 11501 à 12300
- Exemplaires construits : 800
- Évolution de la série : adoption de pistons en fonte et l'allumage était Marelli.

### 4esérie
- Dates de production : novembre 1924 à mars 1925
- Voiture : Lancia type 214, torpédo (empattement 3 100 mm)
- Moteur : Lancia type 67
- Numérotation voitures : de 2301 à 3150
- Numérotation châssis : de 12301 à 13150
- Exemplaires construits : 850
- Évolution de la série : amélioration du moteur bloc et culasse revus.

### 5esérie
- Dates de production : mars 1925 à septembre 1926
- Voiture : Lancia type 214, torpédo (empattement 3 100 mm)
- Moteur : Lancia type 67
- Numérotation voitures : de 3151 à 4200
- Numérotation châssis : de 13151 à 14200
- Exemplaires construits : 1 050
- Évolution de la série : adoption d'une boîte de vitesses à 4 rapports, amélioration du freinage et nouveau réglage des suspensions. Vitesse maxi 115 km/h.

### 6esérie
- Dates de production : 6 septembre 1925 à juillet 1926
- Modèles : 
  - Lancia type 216, torpédo (empattement long 3 420 mm)
  - Lancia type 217, châssis empattement long 3 420 mm
  - Lancia type 216 bis
- Moteur : Lancia type 67
- Numérotation voitures : de 4201 à 5500
- Numérotation châssis : de 14201 à 15500
- Exemplaires construits : 1 300
- Évolution de la série : légère modification de l'angle du V du moteur passant de 13°6' à 13°, à partir de la voiture no 4601 allumage Bosch et non plus exclusivement  Magneti-Marelli) et à partir de la voiture no 4701 les tambours de freins passent à 450 mm avec de nouvelles jantes recevant des pneumatiques 775 x 145.

### 7esérie
- Dates de production : juillet 1926 à mars 1928
- Modèles : 

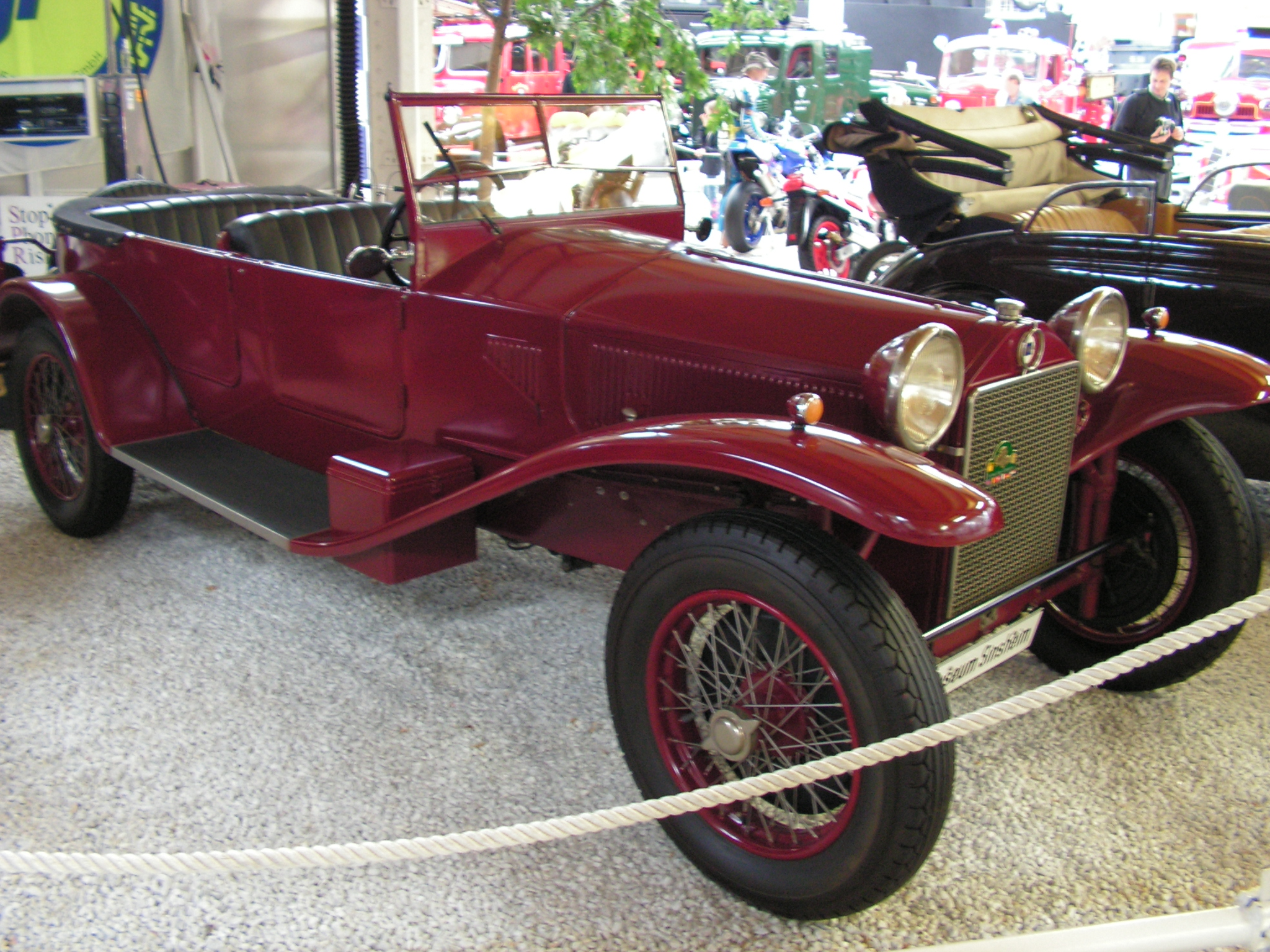
Lancia Lambda de 1926.

  - Lancia type 216, torpédo empattement long 3 420 mm
  - Lancia type 217, châssis empattement long 3 420 mm
  - Lancia type 218, torpédo empattement court 3 100 mm
  - Lancia type 219, châssis empattement court 3 100 mm
- Moteur : Lancia type 78
- Numérotation voitures : de 5501 à 8600
- Numérotation châssis : de 15501 à 18600
- Exemplaires construits : 3 100
- Évolution de la série : nouveau moteur type 78 de 2 374,89 cm3 (alésage passe de 75 à 79,37 mm) l'angle du V passe de 13 à 14°, la puissance passe de 49 à 59,4 HP avec un taux de compression de 5,15:1 au lieu de 5,0:1), la vitesse est de 120 km/h. Améliorations sur les conduits d'aspiration, les bougies reviennent sur la culasse, les pistons sont de nouveau en aluminium, le régime passe de 3 250 à 3 500 tr/min, les jantes peuvent recevoir des pneumatiques 14 x 50. Le prix en Italie est de 50 000 lires pour la version torpédo en 1927.

### 8esérie
- Dates de production : mars 1928 à 28 août 1930
- Modèles : 
  - Lancia type 221, châssis empattement court 3 100 mm
  - Lancia type 222, châssis empattement long 3 420 mm
  - Lancia type 223, torpédo empattement court 3 100 mm
  - Lancia type 224, torpédo empattement long 3 420 mm
  - Lancia type 225, berline Weymann sur châssis empattement court 3 100 mm
  - Lancia type 226, berlina Weymann sur châssis empattement long 3 420 mm
- Moteur : Lancia type 79
- Numérotation voitures : de 8601 à 12503
- Numérotation châssis : de 18601 à 22535 (tous les numéros n'ont pas été utilisés ?)
- Exemplaires construits : 3 903
- Évolution de la série :nouveau moteur porté à 2 569 cm3 par modification de l'alésage porté à 82,55 mm - puissance de 69 HP - angle du V de 13°40' - carburateur Zenith HK 38. Nouvelle planche de bord avec compte-tours et en option, conduite à gauche. Prix de la version châssis nu : 44 000 lires.

### 9esérie
- Dates de production : janvier 1931 à octobre 1931
- Modèles : 
  - Lancia type 221-A, châssis empattement court 3 100 mm
  - Lancia type 222-A, châssis empattement long 3 420 mm
- Moteur : Lancia type 79
- Numérotation voitures : de 13001 à 13498 plus les no 13500 et 13501
- Numérotation châssis : de 23001 à 23501
- Exemplaires construits : 500
- Évolution de la série : allumage par allumeur.